# Odznaka okolicznościowa Medal 20-lecia Utworzenia Centralnego Biura Śledczego
Odznaka okolicznościowa Medal 20-lecia Utworzenia Centralnego Biura Śledczego – polskie odznaczenie resortowe, ustanowione zarządzeniem Ministra Spraw Wewnętrznych i Administracji z dnia 5 czerwca 2020. Upamiętnia ona dwudziestą rocznicę utworzenia Centralnego Biura Śledczego Komendy Głównej Policji.

## Zasady nadawania
Medal nadaje, w drodze decyzji, minister właściwy ds. wewnętrznych na wniosek Komendanta Głównego Policji, z inicjatywy Komendanta Centralnego Biura Śledczego Policji.
Medal może być nadawany policjantom i pracownikom Policji oraz innym osobom w uznaniu osiągnięć w walce z przestępczością zorganizowaną lub wspierania działań Centralnego Biura Śledczego.
Medal może być nadany tej samej osobie tylko raz.
Medal wręcza minister właściwy ds. wewnętrznych albo – w jego imieniu – inna upoważniona osoba, w szczególności Komendant Główny Policji lub Komendant CBŚP.

## Insygnia
Medal ma kształt okrągły o średnicy 35 mm w kolorze srebrnym z zaznaczoną obustronnie krawędzią, z uszkiem i kółkiem do zawieszenia. Na stronie licowej, pośrodku, na zarysie gwiazdy policyjnej, jest umieszczony wypukły wizerunek orła ze wzniesionymi skrzydłami, trzymającego w szponach ośmiornicę. Wizerunek orła wraz z ośmiornicą jest umieszczony na tle konturu mapy Rzeczypospolitej Polskiej. Pod zarysem gwiazdy policyjnej jest umieszczona półokrągła szarfa z napisem CENTRALNE BIURO ŚLEDCZE POLICJI. Po obu bokach orła, w półokręgu, widnieją wypukłe, majuskułowe daty 2000 – po lewej stronie i 2020 – po prawej stronie, których cyfry są umieszczone dośrodkowo. Na stronie odwrotnej, na tle zarysu gwiazdy policyjnej, jest umieszczony pięciowierszowy wypukły, majuskułowy napis 20-LECIE UTWORZENIA CENTRALNEGO BIURA ŚLEDCZEGO. Na obrzeżach gwiazdy policyjnej widnieje ujmujący napis wieniec z dwóch stylizowanych gałązek wawrzynu i dębiny.
Medal jest zawieszony na wstążce niebieskiej o szerokości 38 mm, mającej pośrodku dwa prążki biały i czerwony – każdy szerokości 4 mm; po zewnętrznej stronie prążka białego i czerwonego znajdują się prążki srebrzyste, każdy szerokości 2 mm
Medal nosi się na lewej stronie piersi, po orderach i odznaczeniach.